# Joseph Sturge Memorial

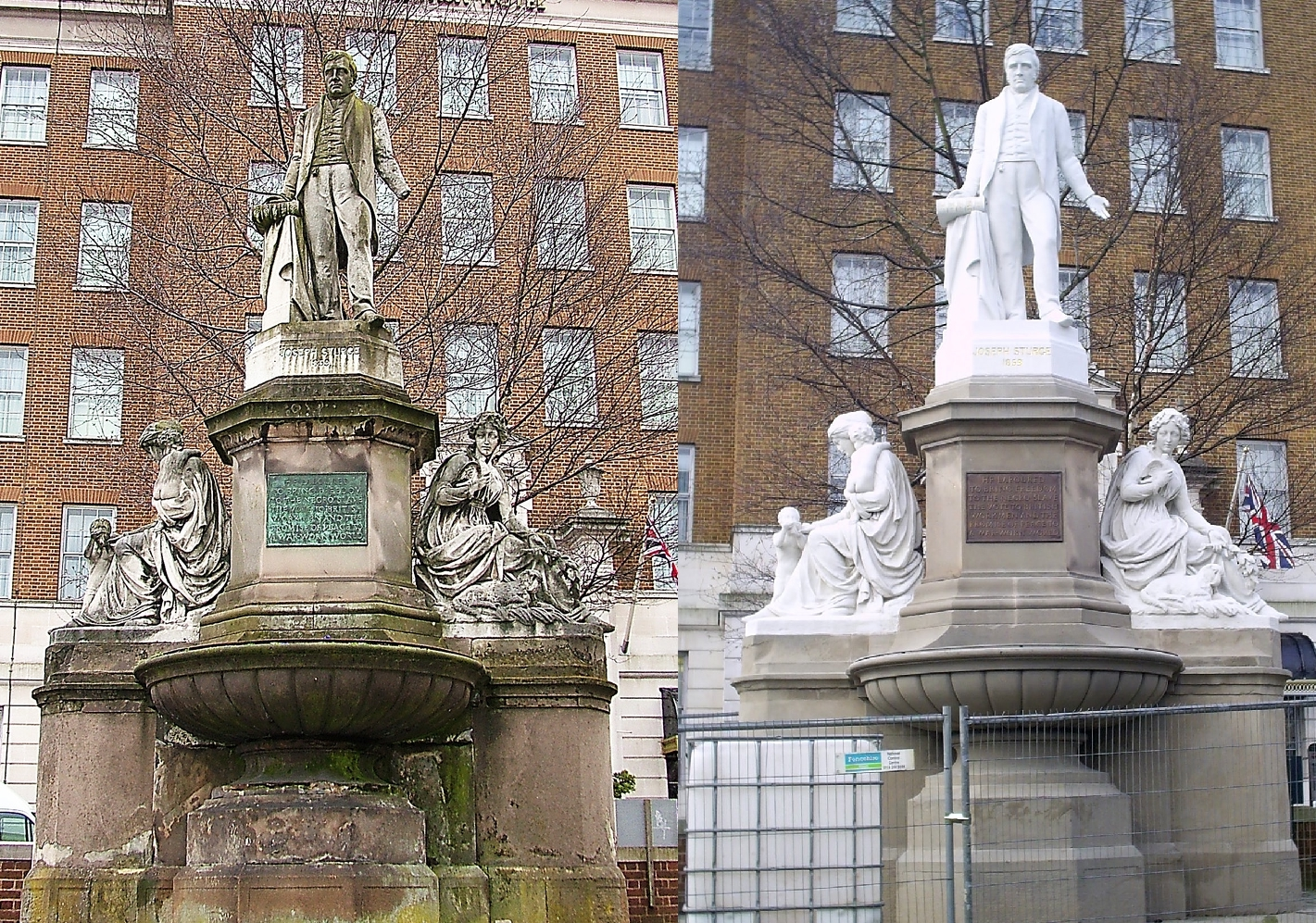
Das Sturge Memorial vor und nach der Restaurierung

Das Joseph Sturge Memorial ist ein Denkmal mit Statue, das dem englischen Quäker und Abolitionisten Joseph Sturge (1793–1859) gewidmet ist. Die Statue wurde im Beisein einer Menge von 12.000 Menschen am 4. Juni 1862 an den „Five Ways“ in Birmingham, unweit von Sturges ehemaligem Wohnort, enthüllt. Das Denkmal ist seit dem 8. Juni 1982 als Grade II-Denkmal gelistet.
Das Monument – an der Grenze zwischen Birmingham und Edgbaston – wurde durch den Bildhauer John Thomas geschaffen. Sir Charles Barry hatte Thomas als Stein- und Holzbildhauer für Arbeiten an der ehemaligen „King Edward's Grammar School“ an den Five Ways eingestellt. Thomas starb, bevor das £1000 teure Denkmal fertiggestellt wurde. Um 1975 fiel die linke Hand der Statue ab.
Die Statue zeigt Sturge in Lehrer-Pose, seine rechte Hand auf einer Bibel ruhend, um seinen starken christlichen Glauben hervorzuheben. Er trägt einen Rock ohne Aufschlag, wie er von zeitgenössischen Quäkern bevorzugt wurde. Am unteren Teil der Plinthe wird er von zwei weiblichen allegorischen Figuren begleitet: eine repräsentiert den Frieden und hält eine Taube und einen Olivenzweig, mit einer Lampe zu ihren Füßen ist sie ein Symbol der Unschuld. Die andere Figur symbolisiert die Barmherzigkeit und bietet zwei afro-karibischen Säuglingen Geborgenheit und Unterstützung, sie ist die Erinnerung an den Kampf wegen und den Sieg über die Sklaverei. Die Krone des Sockels ist mit den Worten „Charity, Temperance and Peace“ (Barmherzigkeit, Mäßigung und Frieden) beschriftet. Das Wort „Temperance“ steht auf einer godronierten Schale, über die Trinkwasser verteilt wird. Der Sockel der Sturges-Statue trägt seinen Namen und das Datum seines Todes. Die erhaltenen originalen Figuren und der Sockel sind aus Portland-Stein gefertigt.

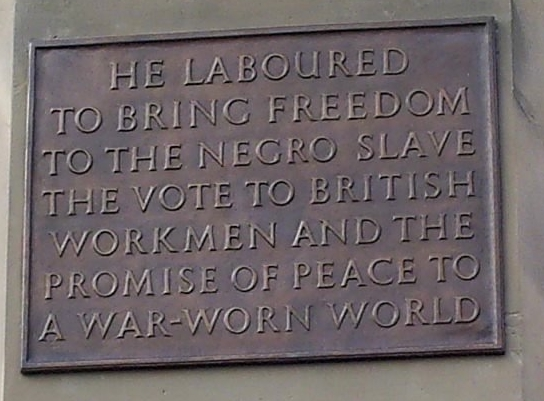
Inschrift der Tafel

Im Jahr 1925 wurde das Denkmal um wenige Meter auf seine heutige Position versetzt und mit einer Bronzetafel versehen. Auf der Tafel ist folgende Inschrift zu lesen:

“HE LABOURED TO BRING FREEDOM TO THE NEGRO SLAVE THE VOTE TO BRITISH WORKMEN AND THE PROMISE OF PEACE TO A WAR-WORN WORLD”

Deutsche Entsprechung:

„ER ARBEITETE FÜR DIE FREIHEIT DES NEGERSKLAVEN DAS STIMMRECHT DER BRITISCHEN ARBEITER UND DAS VERSPRECHEN DES FRIEDENS FÜR EINE VOM KRIEG ZERRÜTTETE WELT“

Von 2006 bis 2007 wurde das Denkmal anlässlich des 200. Jahrestages der Slave Trade Acts von 1807 im Auftrag der Birmingham Civic Society, des Birmingham City Councils, und der Sturge Familie restauriert. Die Restaurierung umfasste unter anderem eine Ergänzung der fehlenden Hand.

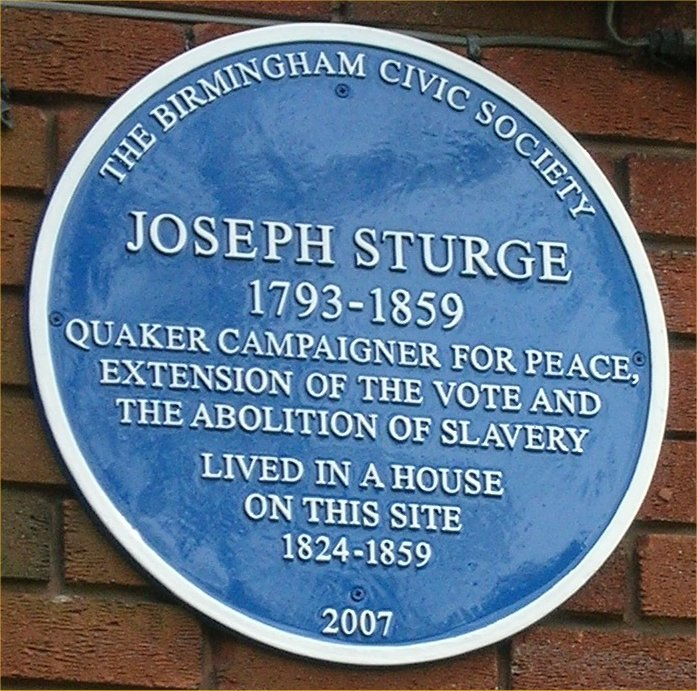
Blue Plaque an der Wheeleys Road.

Am 24. März 2007 hielt die Stadt eine städtische Prozession ab, um die Statue formal wiedereinzuweihen. Dazu enthüllte Stadtrat Mike Sharpe, Lord Mayor of Birmingham, eine neue Infotafel mit Details über Sturges Leben. Am selben Tag wurde an Sturges Wohnort in der Wheeleys Road in Edgbaston eine Blue Plaque enthüllt.
Der Stadtrat von Birmingham ist für die Statue zuständig.